# چاه انجیر (زرین‌دشت)
چاه انجیر (زرین‌دشت)، روستایی از توابع بخش مرکزی شهرستان زرین‌دشت در استان فارس ایران است.

## جمعیت
این روستا در دهستان زیرآب قرار دارد و براساس سرشماری مرکز آمار ایران در سال ۱۳۸۵، جمعیت آن ۱۴۲ نفر (۳۵خانوار) بوده‌است.